# Crunchyroll
Crunchyroll er en amerikansk hjemmeside og online fællesskab, der fokuserer på streaming af østasiatiske medier, herunder anime, manga, japanske hørespil, japansk musik, elektronisk underholdning og racersport. Crunchyroll blev dannet i 2006 af en gruppe uddannet fra University of California, Berkeley og er siden vokset til at have over fem millioner online-medlemmer på verdensplan. Crunchyroll er finansieret af The Chernin Group og TV Tokyo.

## Historie
Crunchyroll startede i 2006 som en kommerciel side med upload og streaming af videoer og med speciale i østasiatiske videoer. I 2008 sikrede man sig en investering på 4,05 mio. USD fra Venrock, et firma for risikovillig kapital. Investeringen blev dog kritiseret af animedistributørerne Bandai Entertainment og Funimation, da siden tillod brugerne af uploade illegale kopier at titler, som andre havde rettighederne til. Crunchyroll begyndte imidlertid at indgå legale distributionsaftaler med virksomheder, herunder Gonzo, for et stigende antal titler. Efter at have annonceret en aftale med TV Tokyo om at huse afsnit af Naruto Shippuden meddelte Crunchyroll, at den havde forpligtiget sig til at fjerne alt materiale, der var i strid med ophavsretten, fra siden, og at den kun ville huse materiale, som den havde legale rettigheder til.
I 2010 gik Crunchyroll ind på dvd-markedet, idet man havde erhvervet rettighederne til at udgivet 5 Centimeters Per Second på dvd i Nordamerika. Samtidig fortsatte distributionen på hjemmesiden, hvor man i sommeren 2011 kunne tilbyde brugerne over 200 animeserier og mere end 200 asiatiske tv-serier. I praksis var det dog ikke alt, der var tilgængeligt i hele verdenen, som følge af begrænsede rettigheder.
2. december 2013 annoncerede The Chernin Group, at de havde erhvervet en kontrollerende ejerandel af Crunchyroll, efter sigende til en pris på næsten 100 mio. USD. The Chernin Group oplyste, at Crunchyrolls ledelse og den hidtidige investor TV Tokyo fortsat ville have en markant andel i virksomheden.

## Tilgængelighed
Crunchyroll er gratis tilgængelig på computere via internettet og apparater med Windows Phone, iOS og Google Android, der er tilsluttet Wi-Fi. Det er dog ikke alt indhold, der er gratis. Noget indhold kræver et abonnement for 6,95 USD om måneden, mens andet først bliver frigivet med en vis forsinkelse, typisk en uge efter at være blevet tilgængeligt for betalende medlemmer. Nogle titler er kun for abonnenter, afhængig af aftaler om rettigheder. Nogle titler er kun tilgængelige i visse dele af verdenen, så en given titel f.eks. kan være tilgængelig i USA men ikke i andre lande.